# دمچه‌پنهان‌ها
دمچه‌پنهان‌ها (نام علمی: Crypturellus) نام یک سرده از زیرخانواده وشم‌های جنگلی است.